# Цепла
Цепла (пол. Ciepła) — село в Польщі, у гміні Оронсько Шидловецького повіту Мазовецького воєводства.
Населення — 168 осіб (2011).
У 1975-1998 роках село належало до Радомського воєводства.

## Демографія
Демографічна структура станом на 31 березня 2011 року:
|          | Загалом | Допрацездатний вік | Працездатний вік | Постпрацездатний вік |
| -------- | ------- | ------------------ | ---------------- | -------------------- |
| Чоловіки | 87      | 18                 | 58               | 11                   |
| Жінки    | 81      | 12                 | 46               | 23                   |
| Разом    | 168     | 30                 | 104              | 34                   |